# 리처드 가필드
리처드 채닝 가필드(Richard Channing Garfield, 1963년 6월 26일 ~ )는 매직 더 개더링 등 여러 카드 게임을 만든 게임 디자이너이다.

## 제작 게임
- 매직 더 개더링
- 위대한 달무티